# Tugaske (cráter)
Tugaske es un cráter de impacto de grandes proporciones del planeta Marte situado al sur del cráter Dinorwic y al este de Wukari, a 32.1° sur y 101.2º oeste. El impacto causó un diámetro de 31 kilómetros llegando a una profundidad de 1,6 kilómetros. El nombre fue aprobado en 1991 por la Unión Astronómica Internacional, haciendo referencia a la localidad homónima de Saskatchewan, Canadá.
Según los datos de la agencia científica United States Geological Survey, la edad de dicha zona y alrededores estaría comprendida entre los 3,8 y 3,5 billones de años atrás, a finales de la Era Noeica.